# Bartholomeus van der Helst
Bartholomeus van der Helst nacido en 1613 en Haarlem y enterrado el 16 de diciembre de 1670 en Ámsterdam fue un pintor de retratos holandés.

## Biografía
Nacido en Haarlem, hijo de un posadero, van der Heist se trasladó a Ámsterdam, probablemente poco antes de 1636 ya que se casó ese mismo año. Su primer cuadro datado fue un retrato de grupo de los regentes del orfanato de Valonia (actualmente la unicación de Maison Descartes en Ámsterdam), data de 1637.
No se sabe de quién aprendió a pintar, pero en Haarlem debió conocer al menos la obra de Frans Hals, quien como él, nunca viajó a Italia y se especializó en el retrato. Hals rechazó incluso viajar a Ámsterdam para pintar el lucrativo schuttersstukken, y unos pocos años después de que el trekschuit hizo posible la conexión con Ámsterdam en 1632 él intentó esto en 1636 con De Magere Compagnie, pero lo dejó y permitió que Pieter Codde lo terminara. Como el hijo de un posadero con crecientes patronos de trekschuit, van der Helst habría visto rápidamente la importancia de esto y el valor relativo de Ámsterdam por encima de Haarlem. En cualquier caso, se trasladó a Ámsterdam y en 1639 obtuvo su propio encargo schutterstuk, La compañía del capitán Roelof Bicker y el teniente Jan Michielsz Blaeuw. En Ámsterdam pudo muy bien haberse formado con Nicolaes Eliasz. Pickenoy.

## Carrera en Ámsterdam
En Ámsterdam, Van der Helst fue contemporáneo de Rembrandt. Pronto llegó a ser el retratista más famoso de la ciudad, con retratos halagadores en la línea de Anthony van Dyck más comerciales que el oscuro e introspectivo trabajo tardío de Rembrandt. Algunos discípulos de Rembrandt como Ferdinand Bol y Govaert Flinck, adoptaron el estilo de van der Helst en lugar que el de su maestro.

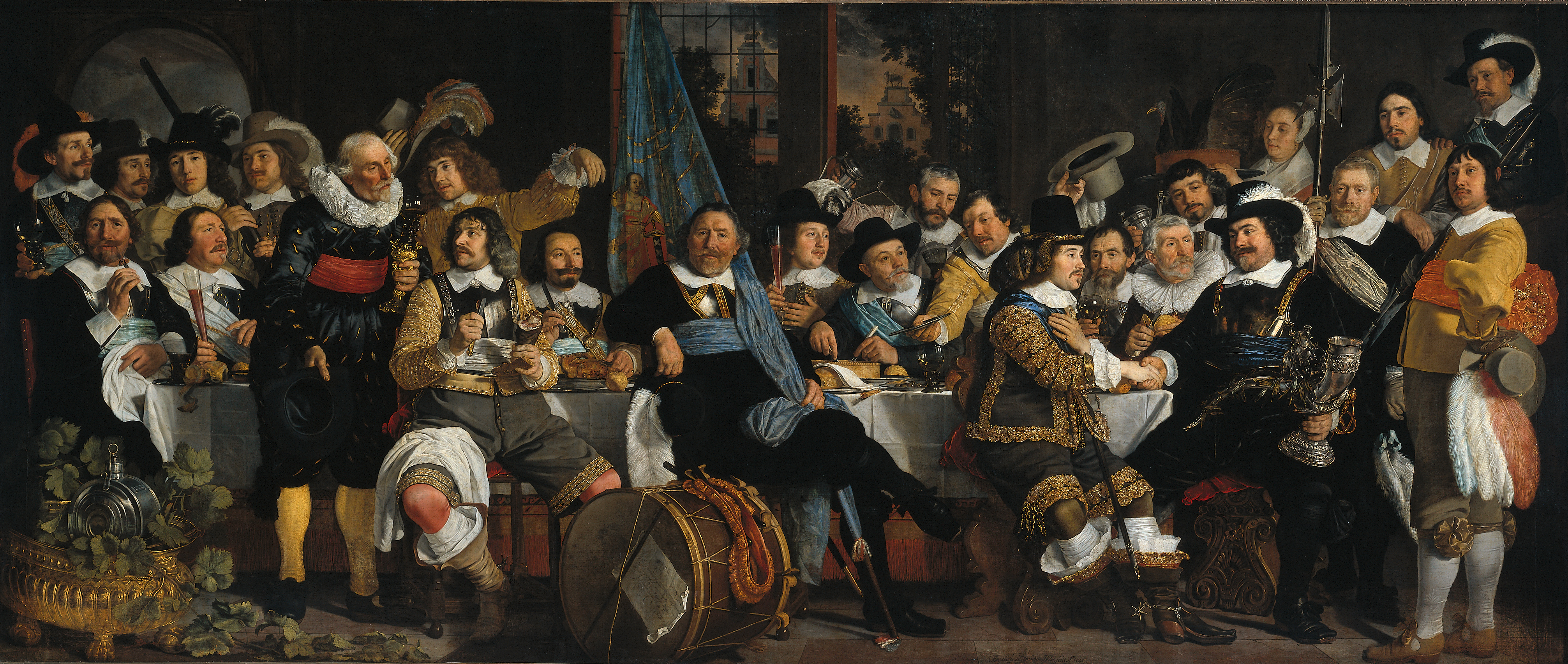
La Guardia Cívica de Ámsterdam celebra la Paz de Münster, pintada en 1648, expuesta en el Rijksmuseum.

Su gran retrato de grupo La Guardia Cívica de Ámsterdam celebra la Paz de Münster fue realizado en 1648, y presentado con un éxito considerable. Fue esta pintura la que logró su fama entre las generaciones futuras, según Arnold Houbraken, y fue admirado por Godfried Kneller.
Cuando Joshua Reynolds visitó Ámsterdam en 1781, alabó la pintura como quizá, el primer cuadro de retratos en el mundo, abarcando más de aquella cualidades que hacen un retrato perfecto que ningún otro que yo haya visto. 
Van der Helst murió en Ámsterdam en 1670.
El 25 de junio de 2006, Hans-Joachim Bohlmann, quien ya había causado daños calculados en 130 millones de euros en ataques similares en Alemania, dañó intencionadamente la pintura lanzando el combustible de un encendedor en su superficie y prendiéndole fuego. Sólo en enero de 2005 Bohlmann, habiendo estado en psiquiatría durante más de 16 años, había sido liberado por un dictamen de un tribunal que, aunque los psiquiatras aún veían en él un gran riesgo de ulteriores ataques, semejante riesgo para la propiedad no podía llevar a una sentencia de por vida. Aunque el daño esta vez fue principalmente a la capa de barniz, algunas partes de la pintura y la tela originales también se vieron afectadas, lo mismo que el marco.

## Legado
Además de los retratos que le hicieron famoso, van der Helst pintó algunos cuadros históricos, bíblicos y mitológicos. A su muerte, su viuda ofreció sus obras a la venta en 1671 en un anuncio en el Haarlems Dagblad, probablemente por necesidad debido a lo deprimido de la economía holandesa:

La viuda de Bartholomeus van der Helst, en vida un pintor artístico y muy respetado, está deseando vender todas sus obras, incluyendo algunas piezas grandes, que pintó él mismo así como maestros respetados como Frans Floris, Simon de Vos, Goltzius, Adriaen Brouwer, Pieter Lastman, Gerard van Zyl, Simon de Vlieger, Hendrik Gerritsz. Pot, Otto Marcelis, Willem van de Velde, etc.

### Retrato más famoso actualmente

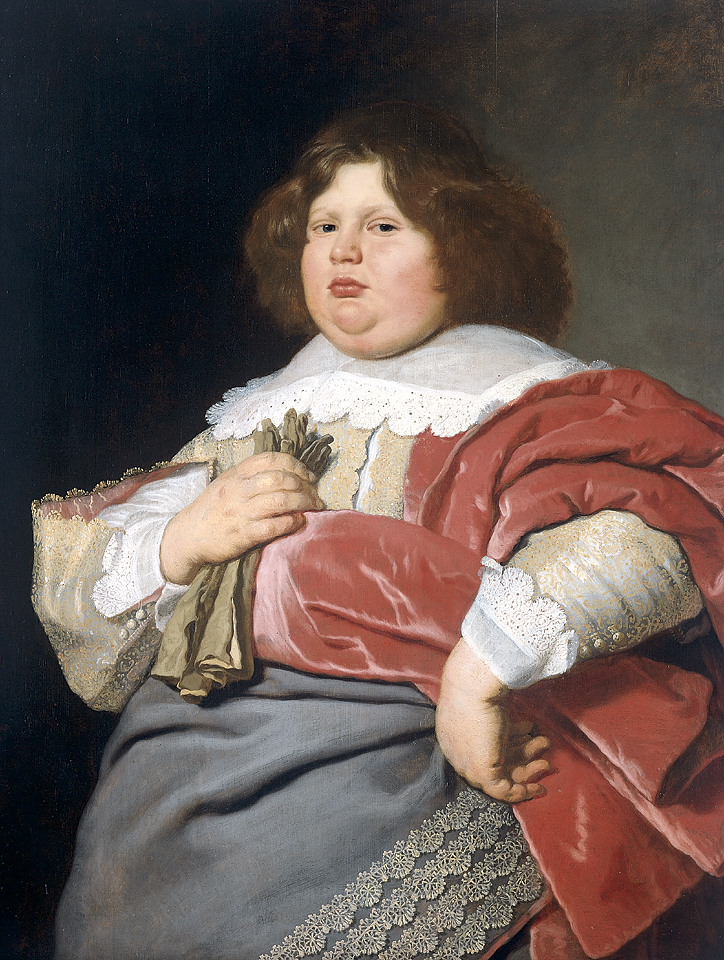
Gerard Andriesz Bicker

Hoy el retrato más famoso de Van der Helst es su retrato de medio cuerpo de Gerard Andriesz Bicker, el hijo de Andries Bicker, el alcalde de Ámsterdam, a quien también pintó en 1642. Este retrato es a menudo usado para representar la obesidad como un símbolo de riqueza de los comerciantes de Ámsterdam de la Edad de oro holandesa en Ámsterdam. Fue probablemente pintado en 1639, el mismo año que el primer schutterstuk donde Roelof Bicker es la figura central. En aquella época Gerard Andriesz Bicker tendría 17 años de edad, pero ya tenía los títulos de señor de Engelenburg y Alto alguacil de Muiden. Era bastante común que los artistas ganasen encargo de retratar a toda la familia de cada miembro de los schutterij después de pintar retratos de grupo. Por esto la competición en schutterstukken se hizo tan feroz, destacando en esto la La ronda de noche de Rembrandt.

## Galería

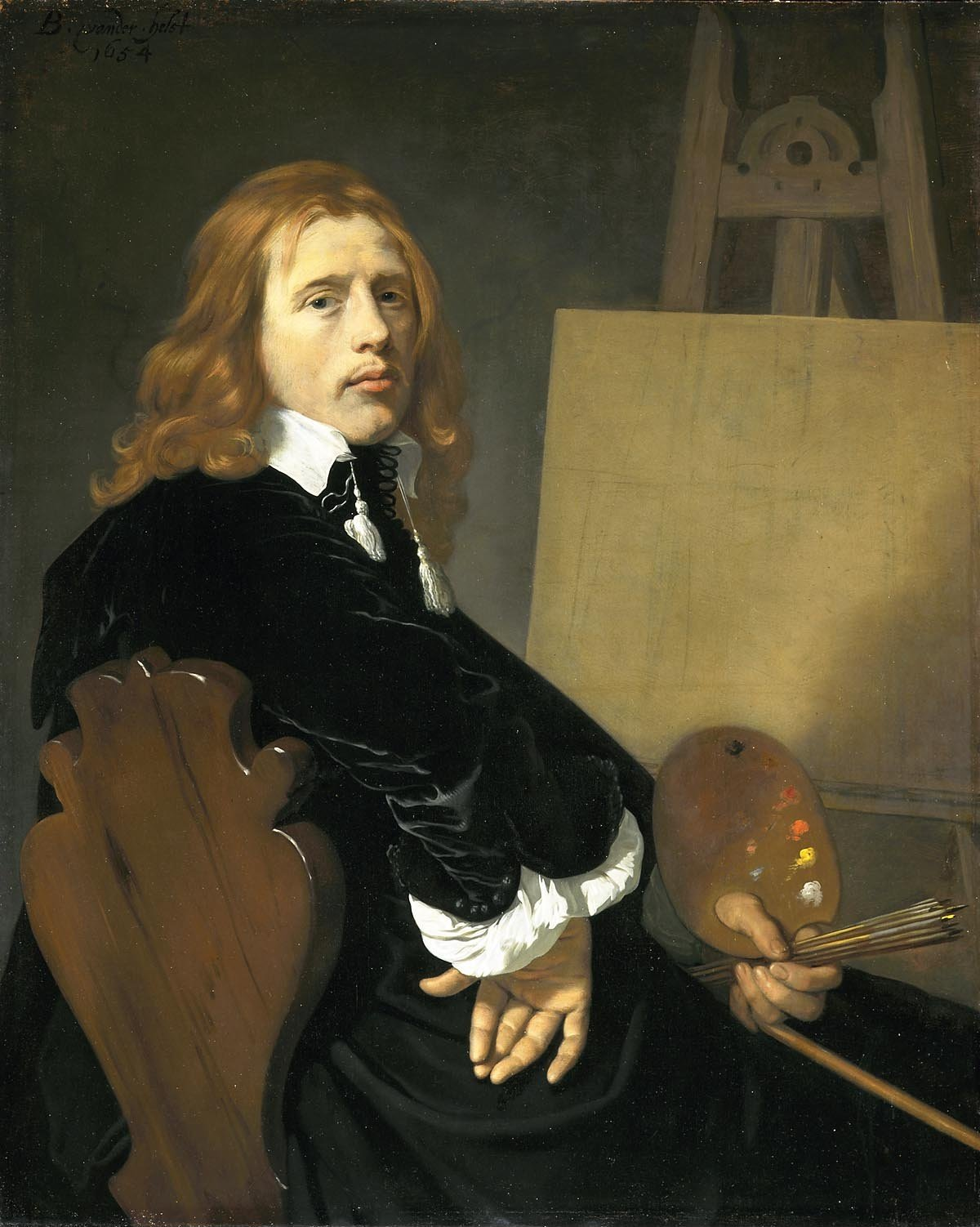
Portrait of the animal painter Paulus Potter
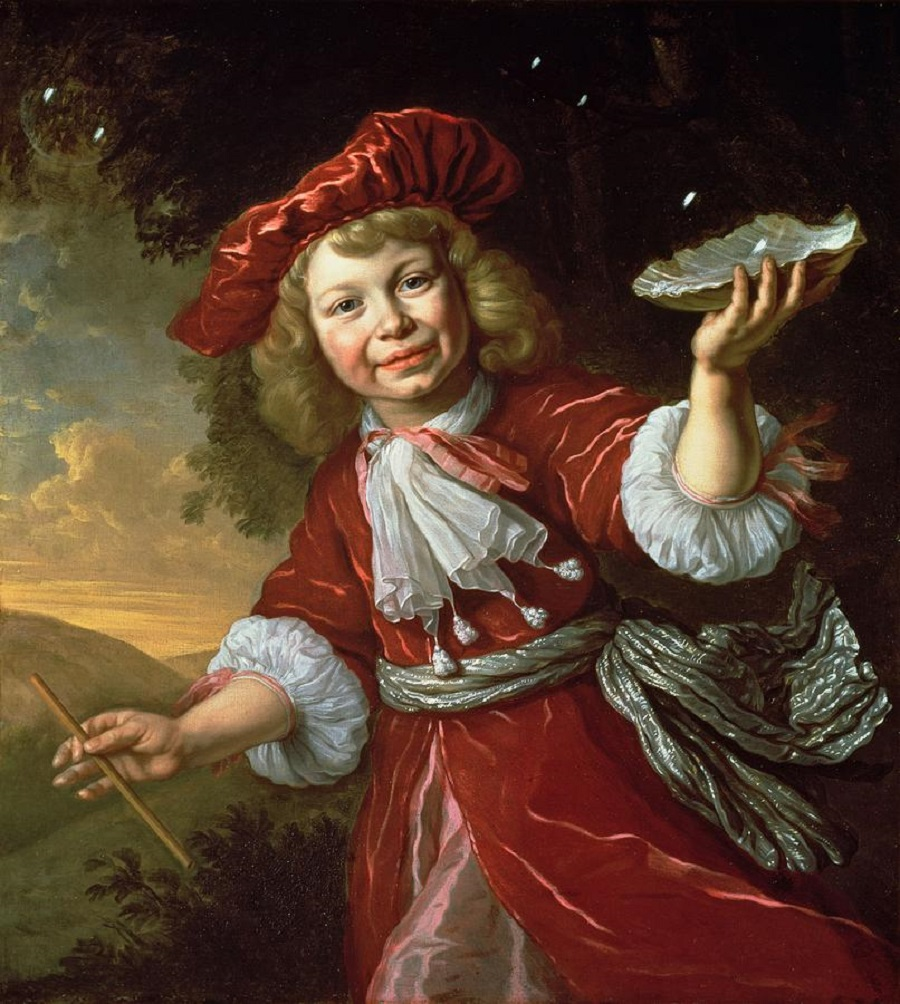
Portrait of a boy blowing bubbles
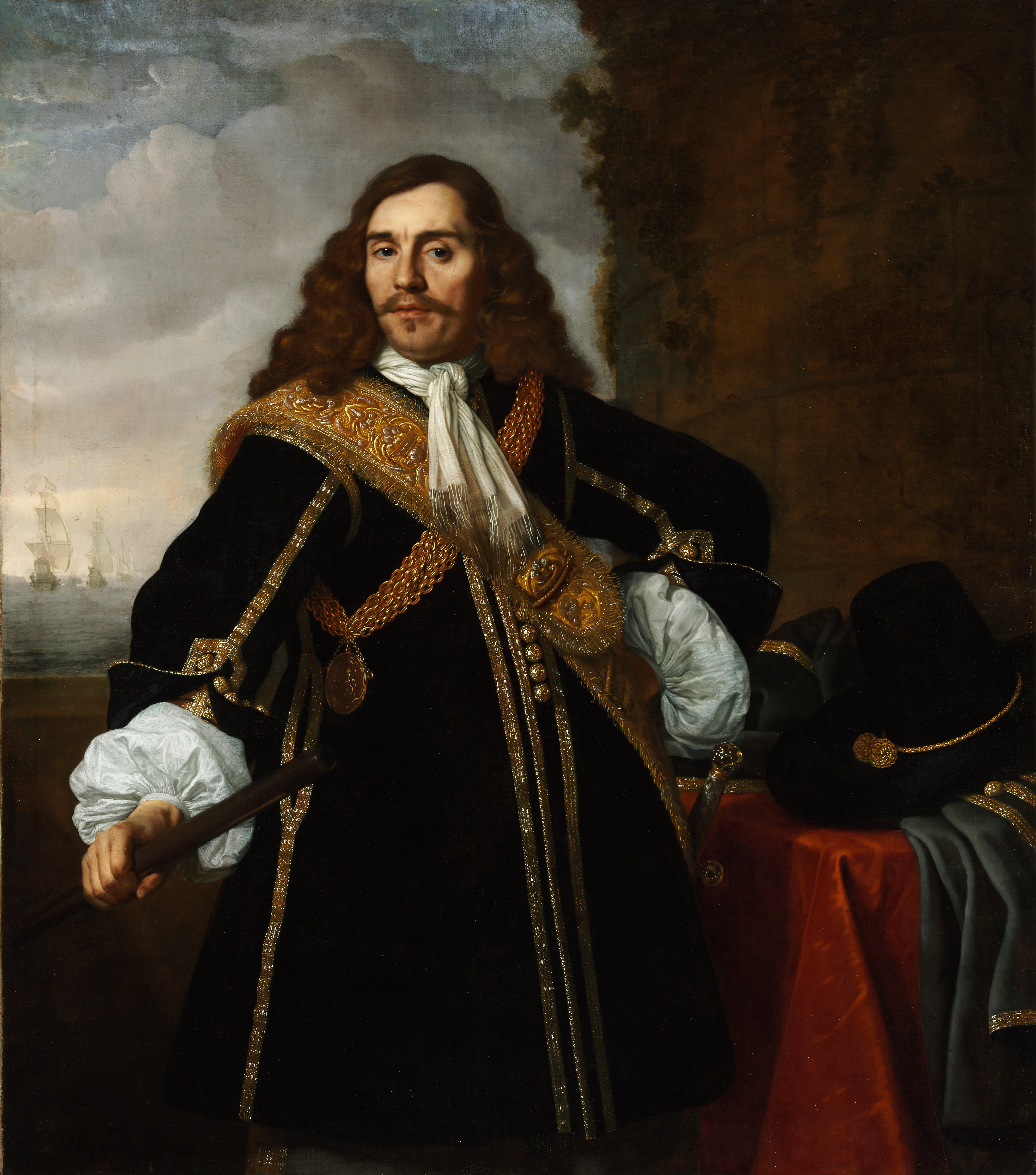
Retrato del capitán Gideon de Wildt
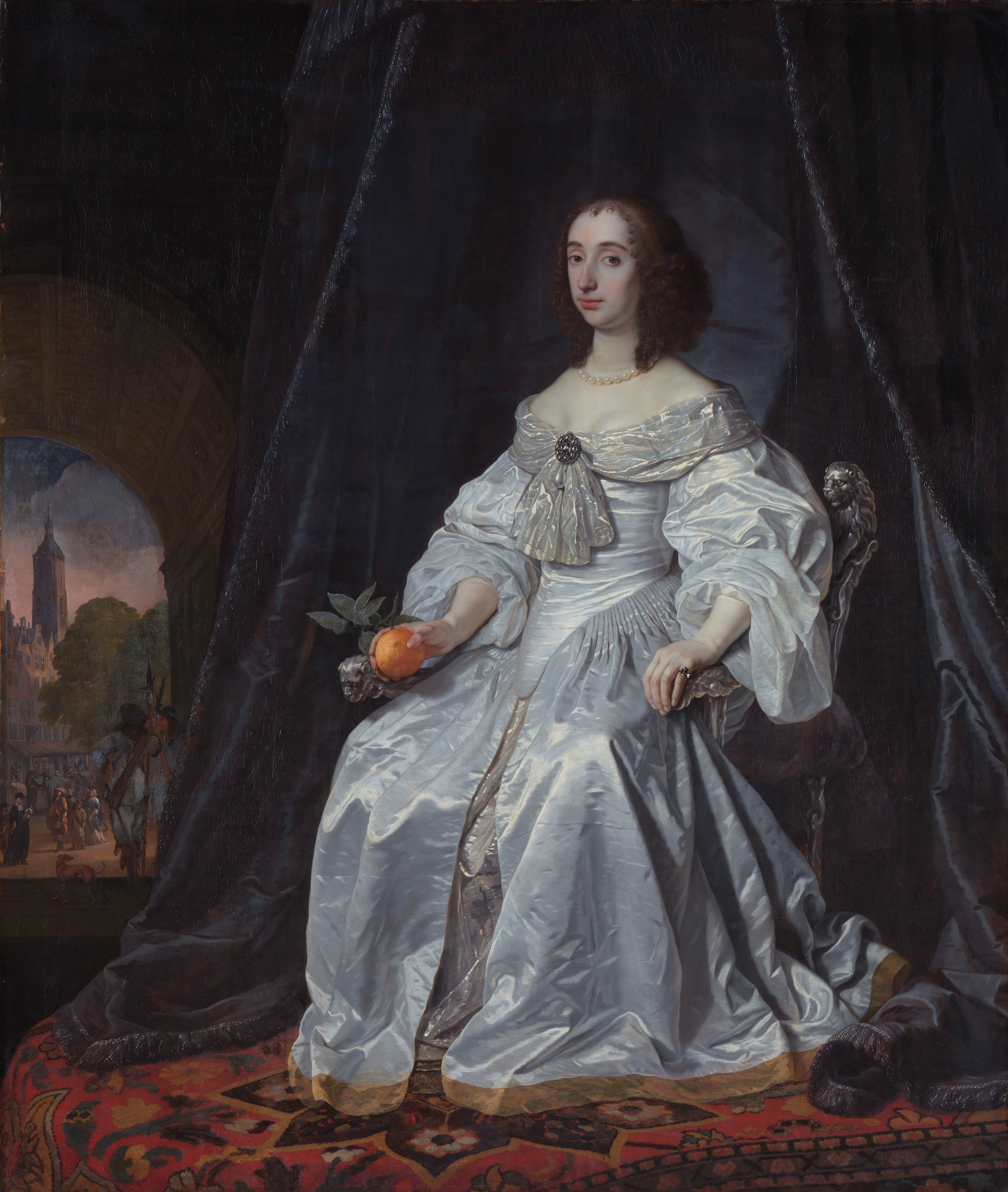
Mary, Princesa de Orange
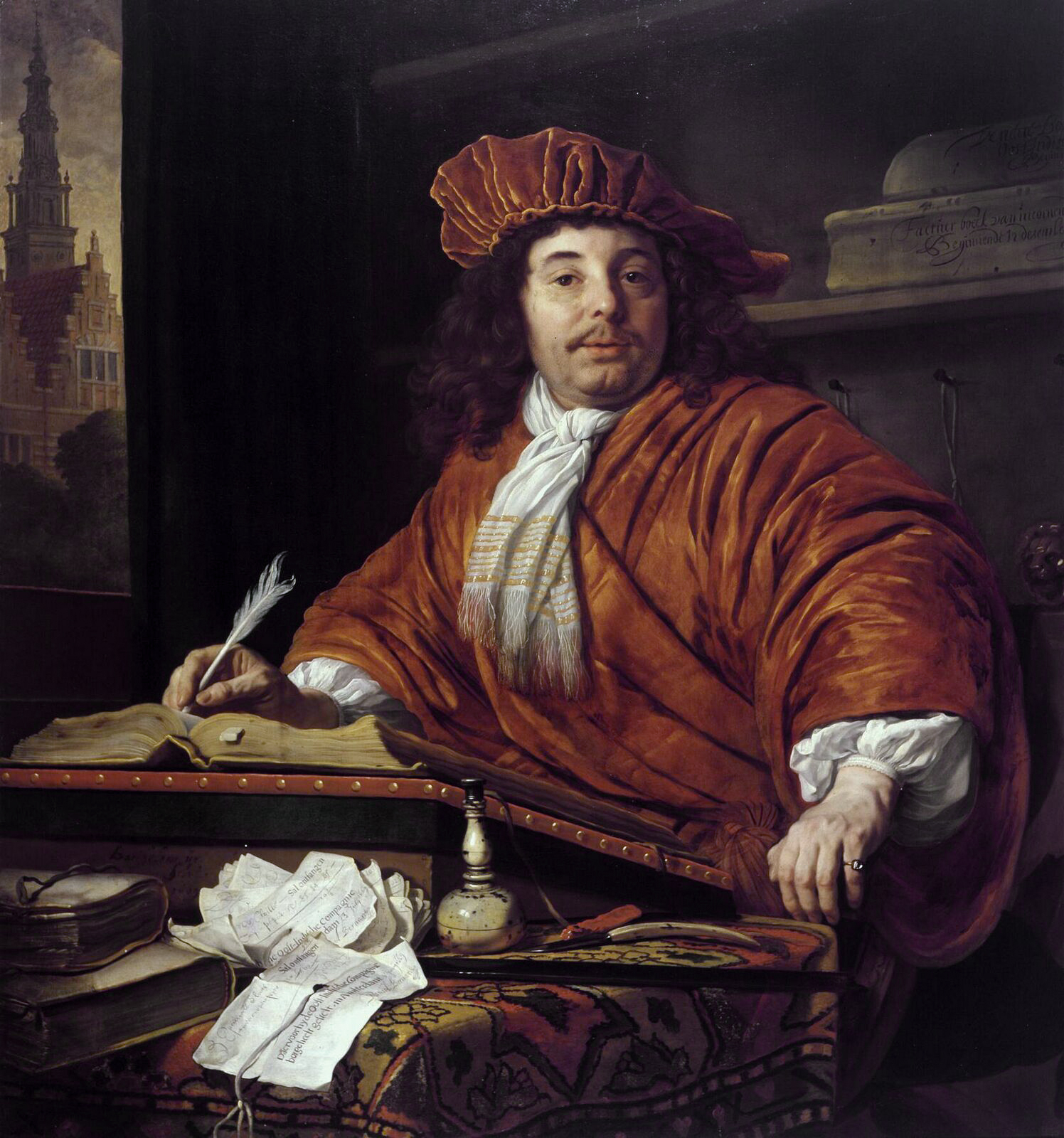
The shipowner Daniel Bernard
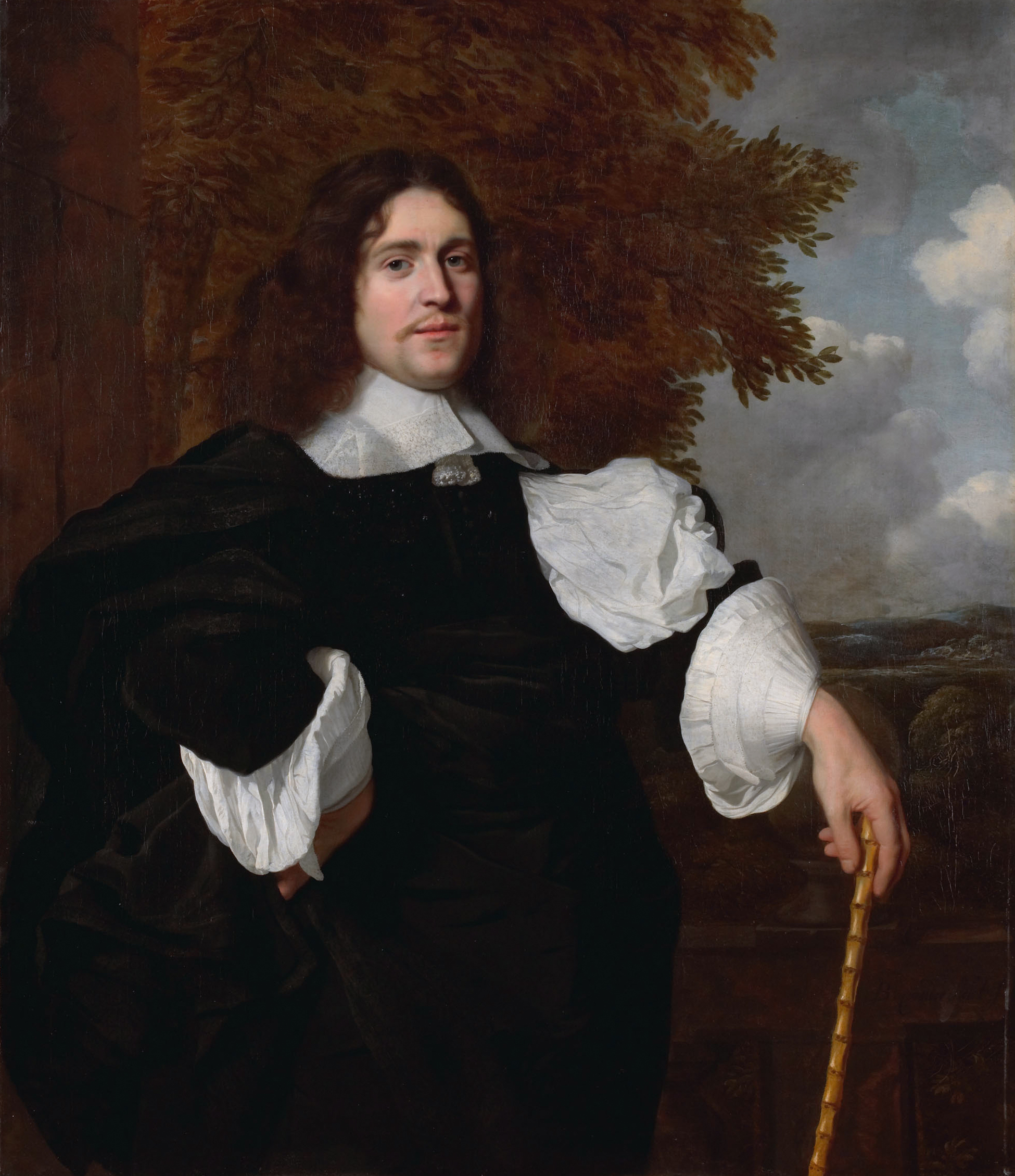
The arms dealer Jacob Trip (1627-1670)
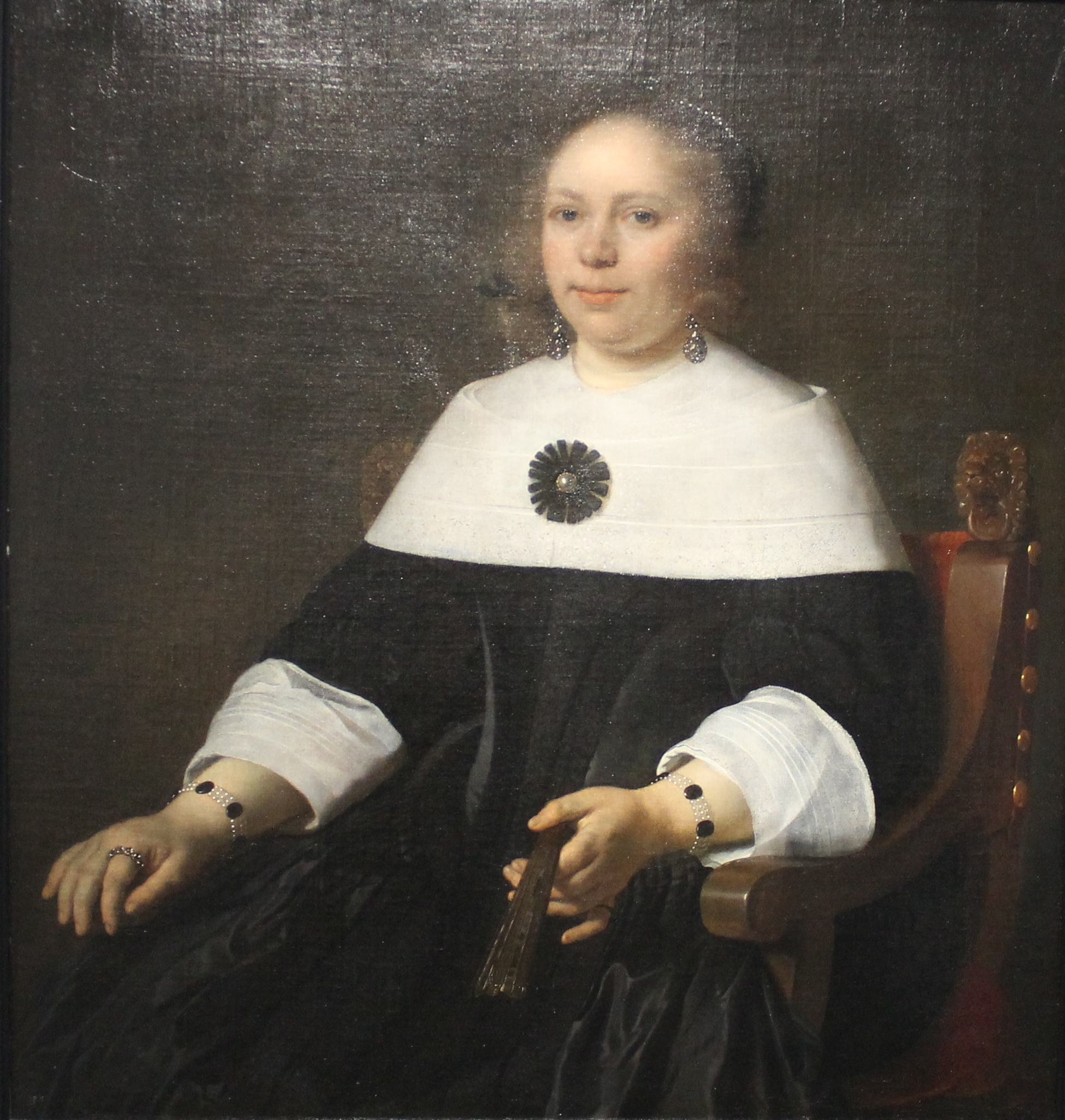
Retrato de dama (c. 1650). Museo de Bellas Artes de Pau.
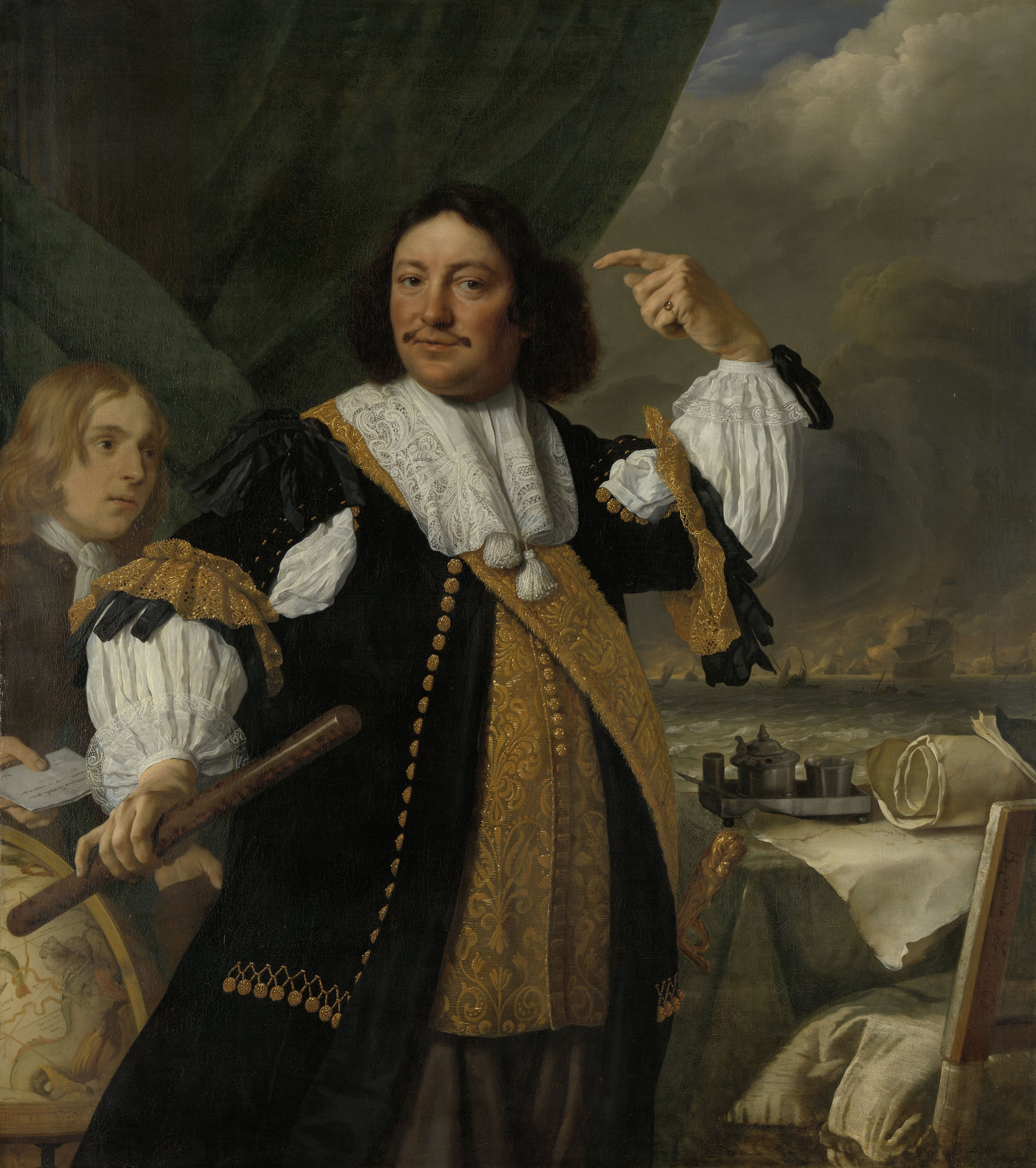
Almirante Aert van Nes (1626–93)
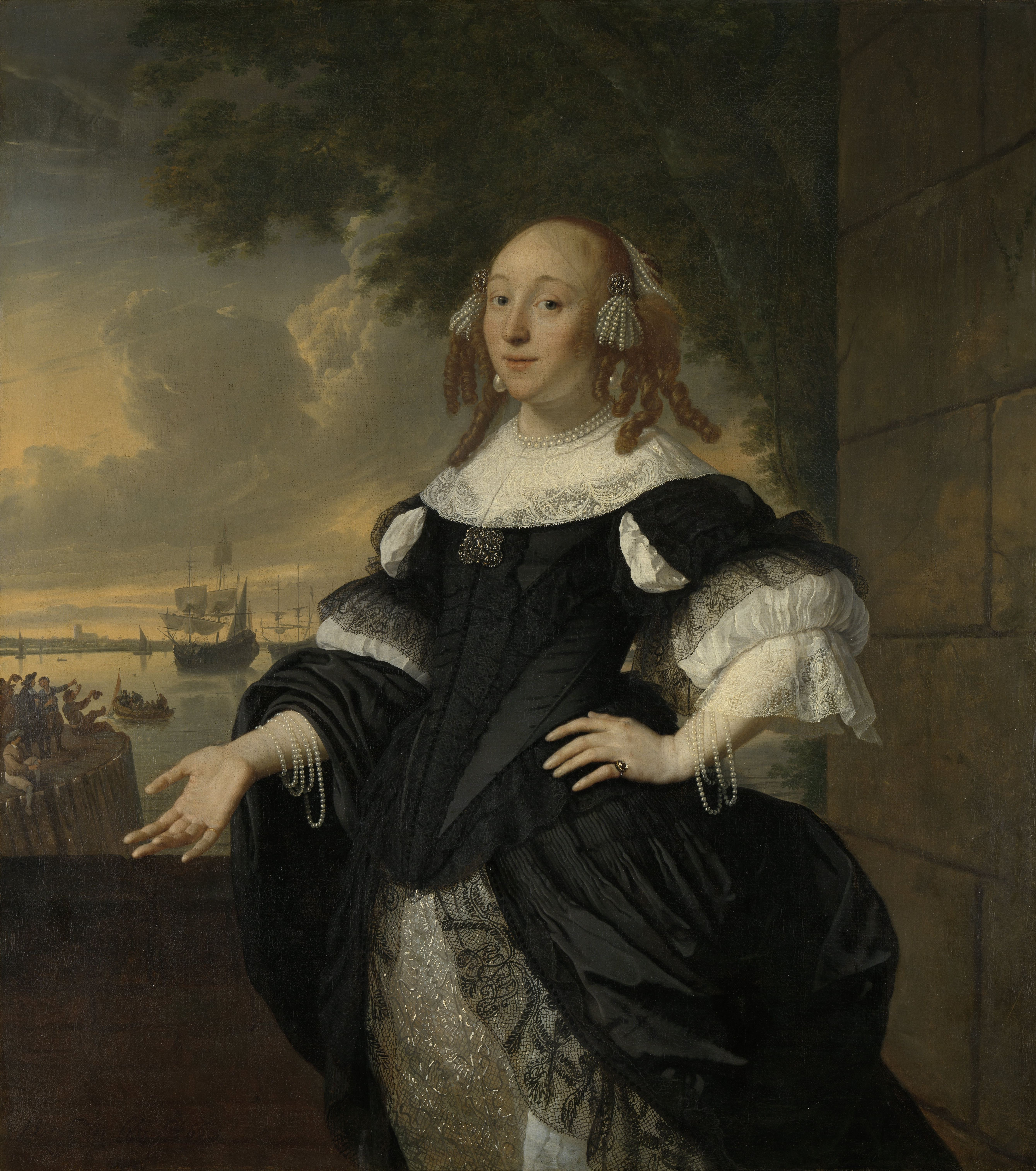
Geertruida den Dubbeld, esposa del almirante Aert van Nes
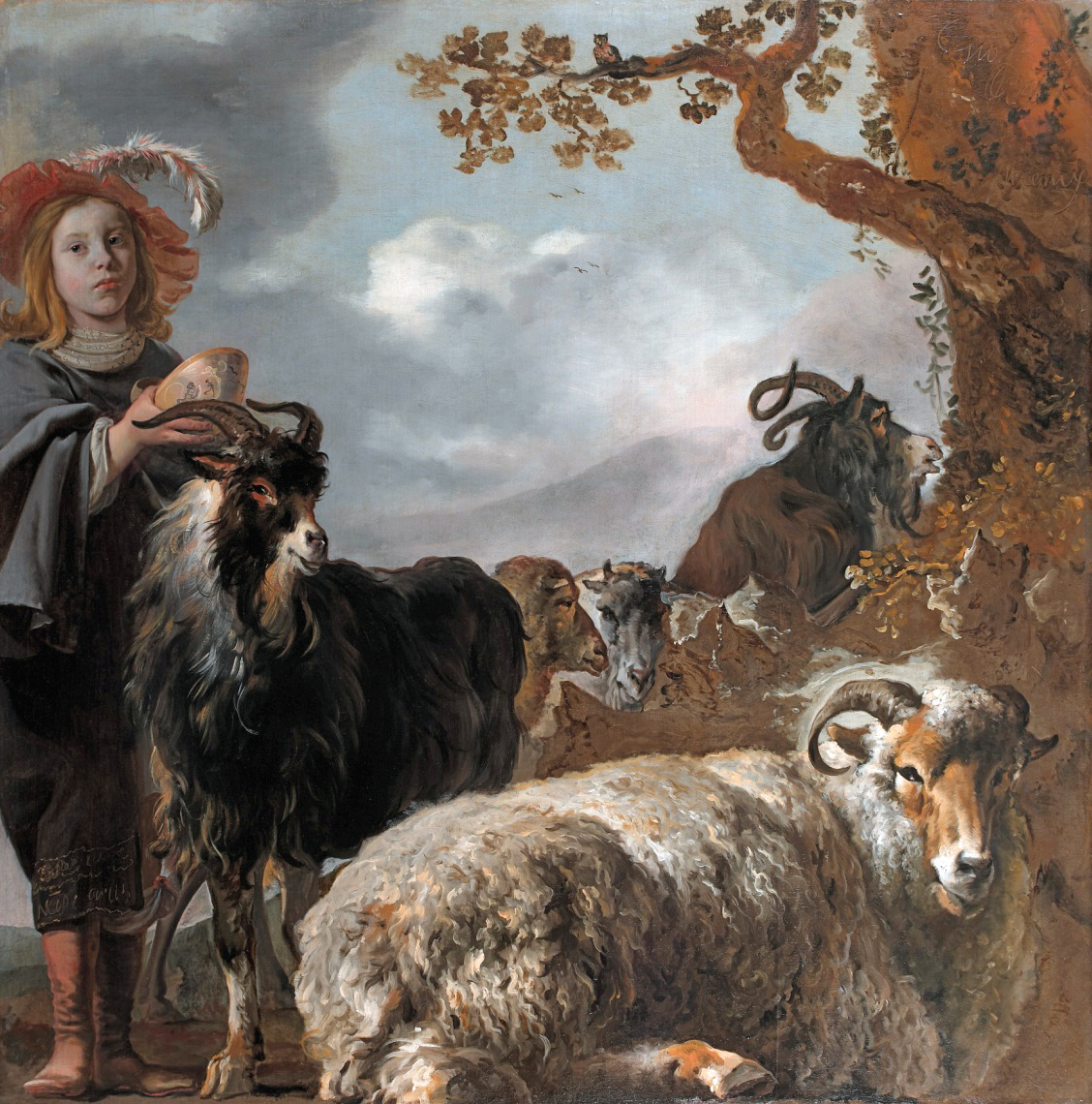
Shepherd boy with sheep and goats, together with Jan Baptist Weenix
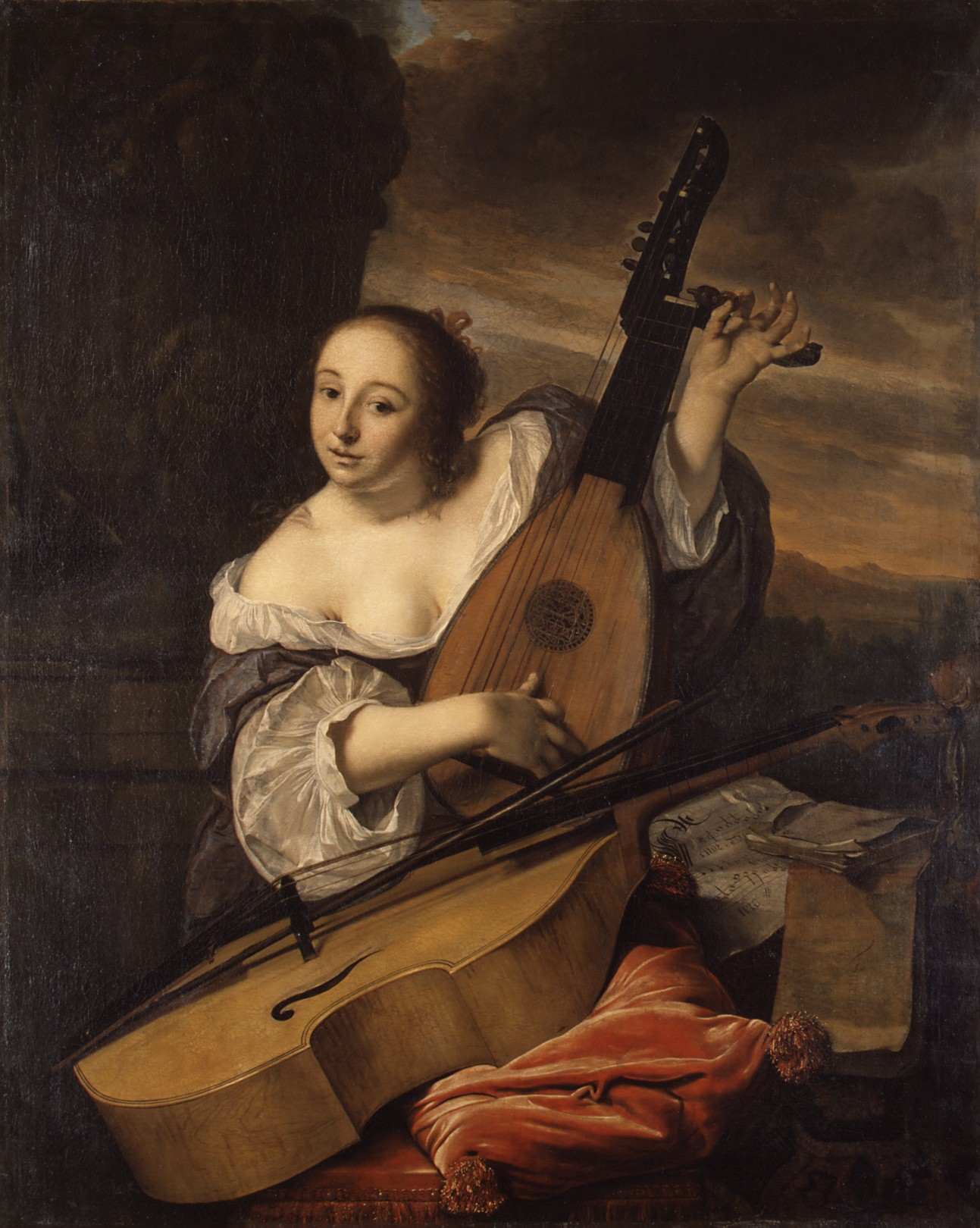
The Musician
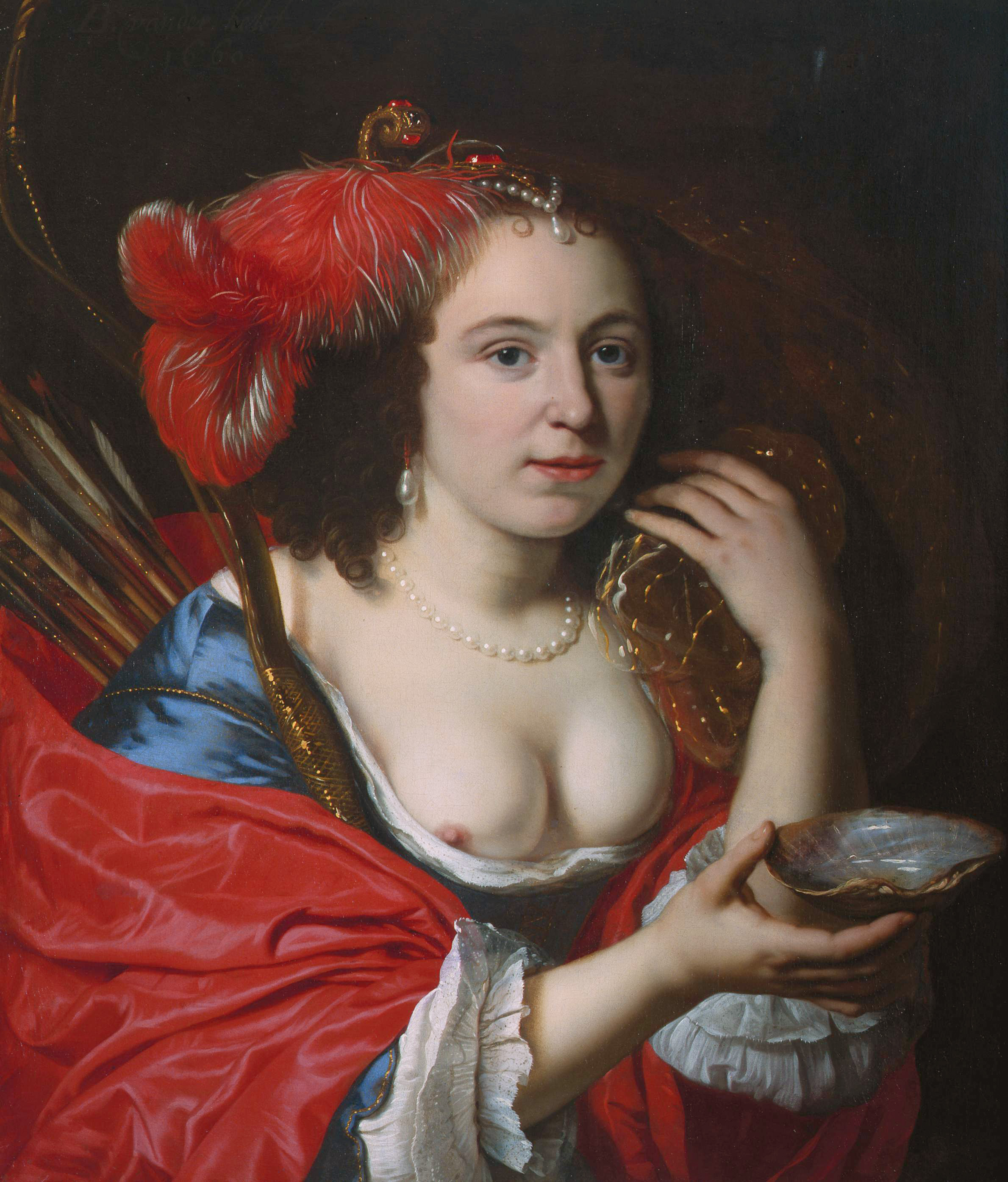
La esposa del artista Anna du Pire como Granida
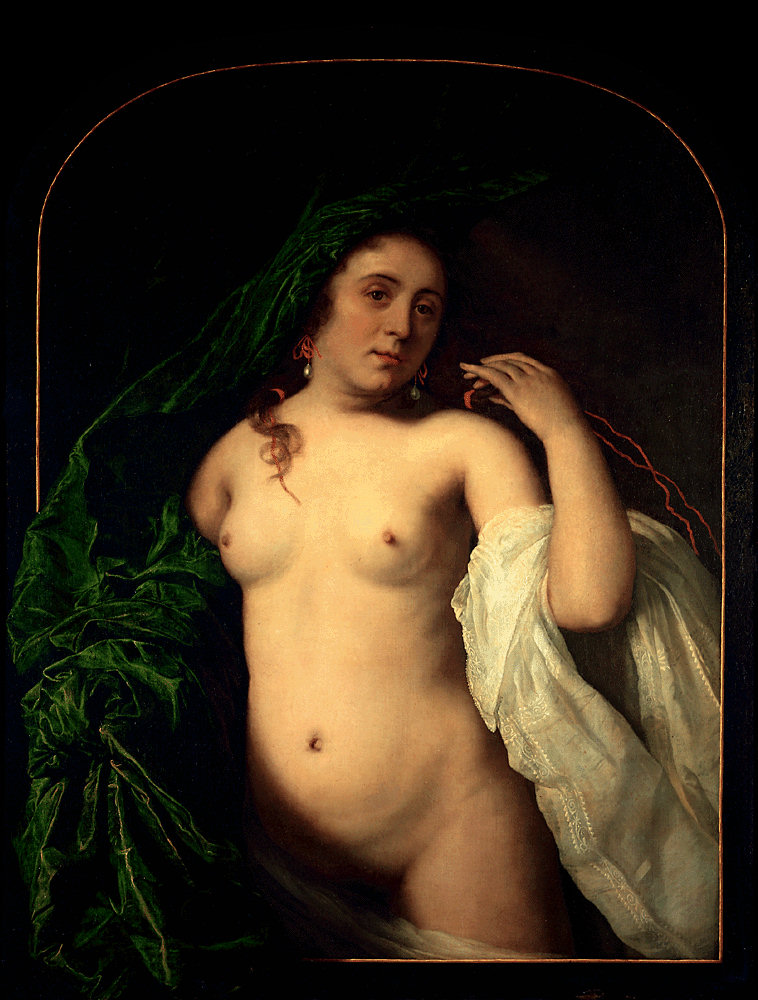
Joven mujer desnuda